# Farb-Glas-Kondensat
Das Farb-Glas-Kondensat ist eine Form der Materie, von der angenommen wird, dass sie in Atomkernen existiert, die sich mit nahezu Lichtgeschwindigkeit bewegen. Gemäß Einsteins Relativitätstheorie erscheint ein derartiger Kern in Bewegungsrichtung längenkontrahiert, wodurch die Gluonen für einen ruhenden Betrachter wie eine Wand aussehen, die sich mit nahezu Lichtgeschwindigkeit bewegt. Die Dichte dieser Gluonenwand steigt bei hohen Energien stark an. Im Gegensatz zum Quark-Gluon-Plasma, welches bei der Kollision solcher Wände erzeugt wird, beschreibt das color-glass-Kondensat diese Wände selbst als intrinsische Eigenschaft, die nur bei hohen Energien, wie sie beim RHIC oder dem LHC erreicht werden, beobachtet werden kann.
Der Begriff Farbe bezieht sich hierbei auf eine Art der Ladung, die Quarks und Gluonen aufgrund der starken Kernkraft tragen. Mit dem Begriff Glas wird auf den Terminus für Silikate und andere ungeordnete Materialien Bezug genommen, die sich auf kurzen Zeitskalen wie Festkörper verhalten, auf langen Zeitskalen jedoch wie Flüssigkeiten. Dies ist bei Gluonenwänden der Fall, da die darin vorhandenen Gluonen zwar ungeordnet sind, aufgrund der Zeitdilatation ihre Position aber nicht schnell ändern. Kondensat bezieht sich darauf, dass die Gluonen eine sehr hohe Dichte aufweisen.
Die Relevanz des Farb-Glas-Kondensats ergibt sich daraus, dass es als eine universelle Form der Materie vorgeschlagen wird, die Eigenschaften für alle hochenergetischen stark wechselwirkenden Teilchen beschreibt. Es hat einfache Eigenschaften, die aus den Prinzipien der Quantenchromodynamik resultieren. Hiermit könnten einige bisher nicht gelöste Probleme, wie z. B. der Erzeugung von Teilchen in Hochenergiekollisionen sowie der Verteilung von Materie in diesen Teilchen erklärt werden.
Forscher am CERN vermuten, durch die Kollision von Protonen mit ionisiertem Blei solche Farb-Glas-Kondensate erzeugt zu haben. Bei dieser Art von Kollision ist der Normalfall, dass neue Teilchen erzeugt werden und in verschiedene Richtungen wegfliegen. Forscher des CMS-Experiments konnten jedoch bei zwei Millionen solcher Proton-Ionen-Kollisionen einige Paare von Teilchen beobachten, die in jeweils entgegengesetzter Richtung auseinanderflogen, wobei die jeweiligen Richtungen korreliert waren. Diese Korrelation der Richtungen ist eine Anomalie, die durch die Existenz von Farb-Glas-Kondensaten während der Kollision verursacht werden könnte.